# واهان بیجانیان
واهان بیجانیان ( زاده گرگان ۱۹۳۴ - درگذشته - ۲۰۰۳) متخصص امور لابراتوار ارمنی‌تبار اهل ایران بود.

## زندگی‌نامه
در سال ۱۳۱۳ خورشیدی (۱۹۳۴ میلادی) در گرگان به دنیا آمد. پدرش الکساندر بیجانیان بازیگر سینما و تئاتر بود. در سال ۱۹۴۹ (۱۳۲۸) همراه خانواده اش به تهران نقل مکان کرد. از آنجا که پدرش یکی از همکاران استودیو پارس فیلم بود به این استودیو پیوست و در بخش چاپ و لابراتوار مشغول کار شد. وی که از ۱۹۵۰ (۱۳۲۹) همراه پدرش امور چاپ و لابراتوار فیلم مستی عشق به کارگردانی اسماعیل کوشان را انجام داد تا سال ۱۹۶۱ (۱۳۴۰) در بیش تر تولیدات پارس فیلم این وظیفه را برعهده داشت.
مادر، دزد عشق، افسونگر، گرداب، بی‌پناه، آقامحمدخان قاجار، امیر ارسلان نامدار و ده‌ها فیلم دیگر حاصل همکاری واهان بیجانیان با پارس فیلم است. او از سال ۱۹۵۸ (۱۳۳۷) با فیلم دشمن زن به کارگردانی پرویز خطیبی همکاری در زمینه چاپ و لابراتوار را با استودیو اطلس فیلم آغاز کرد و نامش در عنوان بندی بسیاری دیگر از فیلم‌های این استودیو آمده است. آخرین فعالیت‌های بیجانیان به دهه ۱۹۷۰ (دهه ۱۳۵۰) مربوط می‌شود که فیلم ماه پیشونی، اسماعیل کوشان از جمله آخرین آنان است.
بیجانیان در ۲۰۰۳ (۲۰ فروردین ۱۳۸۲) در ایالات متحده آمریکا بر اثر سکته قلبی درگذشت.

## فیلمشناسی
| عنوان فیلم               | سال تولید | لابراتوار | چاپ | برش نگاتیو |
| ------------------------ | --------- | --------- | --- | ---------- |
| گرداب گناه               | ۱۳۴۷      | آری       | آری |            |
| علی بابا و چهل دزد       | ۱۳۴۶      | آری       | آری |            |
| گوهر شب‌چراغ              | ۱۳۴۶      | آری       | آری |            |
| مرد دو چهره              | ۱۳۴۶      | آری       | آری |            |
| امیرارسلان نامدار        | ۱۳۴۵      | آری       | آری |            |
| حسین کرد                 | ۱۳۴۵      | آری       | آری |            |
| شوخی نکن دلخور می شم     | ۱۳۴۵      | آری       | آری |            |
| دزد بانک                 | ۱۳۴۴      | آری       | آری |            |
| ابرام در پاریس           | ۱۳۴۳      | آری       | آری |            |
| در میان فرشته‌ها          | ۱۳۴۳      |           | آری | آری        |
| آراس خان                 | ۱۳۴۲      | آری       | آری |            |
| پرتگاه مخوف              | ۱۳۴۲      | آری       | آری |            |
| ترس و تاریکی             | ۱۳۴۲      | آری       | آری |            |
| دوستت دارم               | ۱۳۴۲      | آری       | آری |            |
| زن‌ها فرشته اند           | ۱۳۴۲      | آری       | آری |            |
| زنگ‌های خطر               | ۱۳۴۲      |           | آری | آری        |
| مردها و جاده‌ها           | ۱۳۴۲      | آری       | آری |            |
| انتقام روح               | ۱۳۴۱      | آری       | آری |            |
| اهریمن زیبا              | ۱۳۴۱      | آری       | آری |            |
| دخترها اینطور دوست دارند | ۱۳۴۱      | آری       | آری |            |
| ساحل دور نیست            | ۱۳۴۱      | آری       | آری |            |
| سوداگران مرگ             | ۱۳۴۱      | آری       | آری |            |
| کلاه مخملی               | ۱۳۴۱      | آری       | آری |            |
| گربه وحشی                | ۱۳۴۱      | آری       | آری |            |
| مکر ابلیس                | ۱۳۴۱      | آری       | آری |            |
| دوقلوها                  | ۱۳۳۸      | آری       | آری |            |
| غروب عشق                 | ۱۳۳۴      | آری       |     |            |
| غفلت                     | ۱۳۳۲      | آری       |     |            |
| دزد عشق                  | ۱۳۳۱      | آری       |     |            |
| مادر                     | ۱۳۳۱      | آری       |     |            |
| مستی عشق                 | ۱۳۳۰      | آری       |     |            |